# Kenya i olympiska sommarspelen 1996
Kenya deltog i de olympiska sommarspelen 1996 med en trupp bestående av tre deltagare, som tog totalt 8 medaljer.

## Boxning
| Idrottare              | Gren            | Sextondelsfinal      | Åttondelsfinal         | Kvartsfinal          | Semifinal            | Final                |                  |
| Idrottare              | Gren            | Motståndare Resultat | Motståndare Resultat   | Motståndare Resultat | Motståndare Resultat | Motståndare Resultat |                  |
| ---------------------- | --------------- | -------------------- | ---------------------- | -------------------- | -------------------- | -------------------- | ---------------- |
| George Maina Kinianjui | Lättvikt        | Sin (KOR) L RSC      | Gick inte vidare       | Gick inte vidare     | Gick inte vidare     | Gick inte vidare     |                  |
| Peter Bulinga          | Lätt weltervikt | Allalou (ALG) L 17-3 | Gick inte vidare       | Gick inte vidare     | Gick inte vidare     | Gick inte vidare     |                  |
| Evans Ashira           | Weltervikt      | Atayev (UZB) L 15-10 | Gick inte vidare       | Gick inte vidare     | Gick inte vidare     | Gick inte vidare     |                  |
| Peter Odhiambo         | Lätt tungvikt   | Mbongo (CMR) L 15-6  | Gick inte vidare       | Gick inte vidare     | Gick inte vidare     | Gick inte vidare     |                  |
| Ahmed Rajab Omari      | Tungvikt        | bye                  | Defiagbon (CAN) L 15-4 | Gick inte vidare     | Gick inte vidare     | Gick inte vidare     | Gick inte vidare |

## Bågskytte
Herrar
| Idrottare      | Gren                 | Rankningomgång | Rankningomgång | 32-delsfinal                      | Sextondelsfinal   | Åttondelsfinal    | Kvartsfinal       | Semifinal         | Final             | Final            |
| Idrottare      | Gren                 | Poäng          | Seed           | Motståndare Poäng                 | Motståndare Poäng | Motståndare Poäng | Motståndare Poäng | Motståndare Poäng | Motståndare Poäng | Placering        |
| -------------- | -------------------- | -------------- | -------------- | --------------------------------- | ----------------- | ----------------- | ----------------- | ----------------- | ----------------- | ---------------- |
| Dominic Rebelo | Herrarnas lagtävling | 518            | 64             | Michele Frangilli (ITA) L 142-166 | Gick inte vidare  | Gick inte vidare  | Gick inte vidare  | Gick inte vidare  | Gick inte vidare  | Gick inte vidare |

Damer
| Idrottare      | Gren                | Rankningomgång | Rankningomgång | 32-delsfinal                     | Sextondelsfinal   | Åttondelsfinal    | Kvartsfinal       | Semifinal         | Final             | Final            |
| Idrottare      | Gren                | Poäng          | Seed           | Motståndare Poäng                | Motståndare Poäng | Motståndare Poäng | Motståndare Poäng | Motståndare Poäng | Motståndare Poäng | Placering        |
| -------------- | ------------------- | -------------- | -------------- | -------------------------------- | ----------------- | ----------------- | ----------------- | ----------------- | ----------------- | ---------------- |
| Jennifer Mbuta | Damernas lagtävling | 500            | 64             | Lina Herasymenko (UKR) L 126-156 | Gick inte vidare  | Gick inte vidare  | Gick inte vidare  | Gick inte vidare  | Gick inte vidare  | Gick inte vidare |

## Friidrott
Herrar
Bana
| Donald Onchiri                                                         | Herrarnas 100 meter             | 10.66    | 74   | Gick inte vidare | Gick inte vidare | Gick inte vidare | Gick inte vidare | Gick inte vidare | Gick inte vidare |                  |                  |                  |                  |
| Joseph Gikonyo                                                         | Herrarnas 200 meter             | 20.88    | 53   | Gick inte vidare | Gick inte vidare | Gick inte vidare | Gick inte vidare | Gick inte vidare | Gick inte vidare |                  |                  |                  |                  |
| Charles Gitonga                                                        | Herrarnas 400 meter             | 45.62    | 15 q | Startade inte    | Startade inte    | Gick inte vidare | Gick inte vidare | Gick inte vidare | Gick inte vidare |                  |                  |                  |                  |
| Samson Kitur                                                           | Herrarnas 400 meter             | 45.39    | 6 Q  | 45.03            | 10 Q             | 45.17            | 9                | Gick inte vidare | Gick inte vidare | Gick inte vidare | Gick inte vidare |                  |                  |
| Kennedy Ochieng                                                        | Herrarnas 400 meter             | 45.99    | 26 q | 45.72            | 24               | Gick inte vidare | Gick inte vidare | Gick inte vidare | Gick inte vidare | Gick inte vidare | Gick inte vidare |                  |                  |
| Philip Kibitok                                                         | Herrarnas 800 meter             | 1:45.34  | 4 Q  | N/A              | N/A              | 1:45.58          | 10               | Gick inte vidare | Gick inte vidare | Gick inte vidare | Gick inte vidare | Gick inte vidare | Gick inte vidare |
| David Kiptoo                                                           | Herrarnas 800 meter             | 1:45.11  | 1 Q  | N/A              | N/A              | 1:43.90          | 2 Q              | 1:44.19          | 6                |                  |                  |                  |                  |
| Fred Onyancha                                                          | Herrarnas 800 meter             | 1:46.07  | 13 Q | N/A              | N/A              | 1:44.02          | 6 q              | 1:42.79          |                  |                  |                  |                  |                  |
| Stephen Kipkorir                                                       | Herrarnas 1 500 meter           | 3:36.70  | 4 Q  | N/A              | N/A              | 3:35.29          | 8 Q              | 3:36.72          |                  |                  |                  |                  |                  |
| Laban Rotich                                                           | Herrarnas 1 500 meter           | 3:35.88  | 1 Q  | N/A              | N/A              | 3:33.73          | 5 Q              | 3:37.39          | 4                |                  |                  |                  |                  |
| William Tanui                                                          | Herrarnas 1 500 meter           | 3:37.72  | 11 Q | N/A              | N/A              | 3:33.57          | 4 Q              | 3:37.42          | 5                |                  |                  |                  |                  |
| Paul Bitok                                                             | Herrarnas 5 000 meter           | 13:54.45 | 12 Q | N/A              | N/A              | 13:27.61         | 2 Q              | 13:08.16         |                  |                  |                  |                  |                  |
| Shem Kororia                                                           | Herrarnas 5 000 meter           | 14:02.75 | 22 Q | N/A              | N/A              | 13:27.50         | 1 Q              | 13:14.63         | 9                |                  |                  |                  |                  |
| Tom Nyariki                                                            | Herrarnas 5 000 meter           | 13:51.47 | 3 Q  | N/A              | N/A              | 14:03.21         | 10 Q             | 13:12.29         | 5                |                  |                  |                  |                  |
| Paul Koech                                                             | Herrarnas 10 000 meter          | 28:17.48 | 13 Q | N/A              | N/A              | N/A              | N/A              | 27:35.19         | 6                |                  |                  |                  |                  |
| Josphat Machuka                                                        | Herrarnas 10 000 meter          | 28:14.27 | 12 Q | N/A              | N/A              | N/A              | N/A              | 27:35.08         | 5                |                  |                  |                  |                  |
| Paul Tergat                                                            | Herrarnas 10 000 meter          | 27:50.66 | 2 Q  | N/A              | N/A              | N/A              | N/A              | 27:08.17         |                  |                  |                  |                  |                  |
| Lameck Aguta                                                           | Herrarnas maraton               | N/A      | N/A  | N/A              | N/A              | N/A              | N/A              | 2:22:04          | 52               |                  |                  |                  |                  |
| Ezequiel Bitok                                                         | Herrarnas maraton               | N/A      | N/A  | N/A              | N/A              | N/A              | N/A              | 2:23:03          | 56               |                  |                  |                  |                  |
| Erick Wainaina                                                         | Herrarnas maraton               | N/A      | N/A  | N/A              | N/A              | N/A              | N/A              | 2:12:44          |                  |                  |                  |                  |                  |
| Gideon Biwott                                                          | Herrarnas 400 meter häck        | 49.74    | 29   | N/A              | N/A              | Gick inte vidare | Gick inte vidare | Gick inte vidare | Gick inte vidare |                  |                  |                  |                  |
| Erick Keter                                                            | Herrarnas 400 meter häck        | 49.03    | 18   | N/A              | N/A              | Gick inte vidare | Gick inte vidare | Gick inte vidare | Gick inte vidare |                  |                  |                  |                  |
| Barnabas Kinyor                                                        | Herrarnas 400 meter häck        | 49.82    | 31   | N/A              | N/A              | Gick inte vidare | Gick inte vidare | Gick inte vidare | Gick inte vidare |                  |                  |                  |                  |
| Matthew Birir                                                          | Herrarnas 3 000 meter hinder    | 8:27.09  | 2 Q  | N/A              | N/A              | 8:27.16          | 9 Q              | 8:17.18          | 4                |                  |                  |                  |                  |
| Joseph Keter                                                           | Herrarnas 3 000 meter hinder    | 8:30.23  | 7 Q  | N/A              | N/A              | 8:18.90          | 1 Q              | 8:07.12          |                  |                  |                  |                  |                  |
| Moses Kiptanui                                                         | Herrarnas 3 000 meter hinder    | 8:30.87  | 10 Q | N/A              | N/A              | 8:18.91          | 2 Q              | 8:08.33          |                  |                  |                  |                  |                  |
| Julius Chepkwony Simon Kemboi Samson Kitur Kennedy Ochieng Samson Yego | Herrarnas 4 x 400 meter stafett | 3:02.52  | 5 Q  | N/A              | N/A              | 3:01.73          | 5 Q              | Startade inte    | Startade inte    |                  |                  |                  |                  |
| Justus Kavulanya                                                       | Herrarnas 20 kilometer gång     | N/A      | N/A  | N/A              | N/A              | N/A              | N/A              | 1:27:49          | 40               |                  |                  |                  |                  |
| David Kimutai                                                          | Herrarnas 20 kilometer gång     | N/A      | N/A  | N/A              | N/A              | N/A              | N/A              | 1:25:01          | 23               |                  |                  |                  |                  |
| Julius Sawe                                                            | Herrarnas 20 kilometer gång     | N/A      | N/A  | N/A              | N/A              | N/A              | N/A              | Diskvalificerad  | Diskvalificerad  |                  |                  |                  |                  |

Fältgrenar
| Idrottare     | Gren                | Kval     | Kval      | Final            | Final            |
| Idrottare     | Gren                | Resultat | Placering | Resultat         | Placering        |
| ------------- | ------------------- | -------- | --------- | ---------------- | ---------------- |
| Remmy Limo    | Herrarnas längdhopp | 7.46     | 37        | Gick inte vidare | Gick inte vidare |
| Jacob Katonon | Herrarnas tresteg   | 16.17    | 28        | Gick inte vidare | Gick inte vidare |

Damer
Bana
| Idrottare        | Gren                  | Heat omgång 1 | Heat omgång 1 | Heat omgång 2 | Heat omgång 2 | Semifinal | Semifinal | Final            | Final            |
| Idrottare        | Gren                  | Tid           | Placering     | Tid           | Placering     | Tid       | Placering | Tid              | Placering        |
| ---------------- | --------------------- | ------------- | ------------- | ------------- | ------------- | --------- | --------- | ---------------- | ---------------- |
| Naomi Mugo       | Damernas 1 500 meter  | 4:13.35       | 18 Q          | N/A           | N/A           | 4:20.01   | 22        | Gick inte vidare | Gick inte vidare |
| Lydia Cheromei   | Damernas 5 000 meter  | 15:49.85      | 27            | N/A           | N/A           | N/A       | N/A       | Gick inte vidare | Gick inte vidare |
| Rose Cheruiyot   | Damernas 5 000 meter  | 15:26.87      | 15 q          | N/A           | N/A           | N/A       | N/A       | 15:17.33         | 8                |
| Pauline Konga    | Damernas 5 000 meter  | 15:07.01      | 1 Q           | N/A           | N/A           | N/A       | N/A       | 15:03.49         |                  |
| Sally Barsosio   | Damernas 10 000 meter | 31:36.00      | 2 Q           | N/A           | N/A           | N/A       | N/A       | 31:53.38         | 10               |
| Tegla Loroupe    | Damernas 10 000 meter | 32:28.73      | 16 Q          | N/A           | N/A           | N/A       | N/A       | 31:23.22         | 6                |
| Joyce Chepchumba | Damernas maraton      | N/A           | N/A           | N/A           | N/A           | N/A       | N/A       | Fullföljde inte  | Fullföljde inte  |
| Selina Chirchir  | Damernas maraton      | N/A           | N/A           | N/A           | N/A           | N/A       | N/A       | Fullföljde inte  | Fullföljde inte  |
| Angeline Kanana  | Damernas maraton      | N/A           | N/A           | N/A           | N/A           | N/A       | N/A       | 2:34:19          | 15               |